# What Am I Gonna Do
What Am I Gonna Do es el primer álbum de estudio de la cantante estadounidense Gloria Scott. Fue publicado en abril de 1974 por el sello discográfico Casablanca Records.

## Recepción de la crítica
Un escritor no especificado de Billboard escribió: “[Gloria Scott] combina una voz fuerte y melódica con el trabajo de producción distintivo de Barry White para crear uno de los mejores sets nuevos de un artista de soul en algún tiempo. Respaldada por una gran orquesta, la Sra. Scott todavía tiene la capacidad de poner su voz al frente sin ser abrumadora y ha logrado combinar el estilo soul suave tan popular hoy en día con un atractivo soul tradicional”.

## Revisión retrospectiva
Alexis Petridis, contribuidor de The Guardian, indicó que el álbum “sonó como un triunfo. Pero desapareció sin dejar rastro”. Christian John Wikane, crítico de PopMatters, escribió: “Exuberantemente orquestado por White y cantado con convicción por Scott, la calidad estaba a la par de cualquier álbum en el mercado en ese momento”.

## Lista de canciones
Todas las canciones escritas y compuestas por Tom Brock, excepto donde esta anotado. 
| Lado uno |                                                             |                              |          |  |
| N.º      | Título                                                      | Escritor(es)                 | Duración |  |
| 1.       | «What Am I Gonna Do»                                        | Vance Wilson Thomas Anderson | 3:41     |  |
| 2.       | «It's Better to Have No Love»                               |                              | 3:16     |  |
| 3.       | «I Think of You»                                            |                              | 4:40     |  |
| 4.       | «Love Me, Love Me, Love Me or Leave Me, Leave Me, Leave Me» | Lunie McLeod Brock           | 4:19     |  |

| Lado dos |                                                  |                                |          |  |
| N.º      | Título                                           | Escritor(es)                   | Duración |  |
| 1.       | «I Just Couldn't Take a Goodbye»                 |                                | 4:31     |  |
| 2.       | «That's What You Say (Everytime You're Near Me)» | Wilson Anderson                | 3:18     |  |
| 3.       | «(A Case of) Too Much Lovemakin'»                |                                | 3:51     |  |
| 4.       | «Help Me Get Off This Merry-Go-Round»            | Robert Relf Gloria Scott Brock | 3:45     |  |

- Los lados uno y dos fueron combinados como pista 1–8 en la reedición de CD.

| Bonus track (2009 Reel Music reissue) |                                  |                 |          |  |
| N.º                                   | Título                           | Escritor(es)    | Duración |  |
| 9.                                    | «What Shall I Do» (instrumental) | Wilson Anderson | 3:26     |  |

## Créditos y personal
Créditos adaptados desde las notas de álbum de What Am I Gonna Do.
Personal técnico
- Barry White – productor, arreglos, concepto
- Tom Brock – productor asociado, arreglos
- Vance Wilson – productor asociado
- Gene Page – arreglos
- Frank Kejmar – ingeniero de audio
- Ed Thrasher – director artístico
- Sherman Weisburd – fotografía
- Josyane Weisburd – fotografía
- John & Barbara Casado – diseño